# 山本達馬
山本 達馬（やまもと　たつま、1980年5月11日 - ）は、兵庫県神戸市出身の、パワーリフティング選手。職業は消防士。身長177cm、体重111kg。日本パワーリフティング界を代表する選手の一人である。2012年、2013年の120kg級全日本王者。パワーリフティング専門ジムに属さず（学生時代の競技経験もない）神戸市内の一般ジムで独学のトレーニングを行い全日本を制した。初めて全日本を制したのは公式試合わずか第４戦目。

## 主な戦歴
- 2011年兵庫県パワーリフティング選手権大会105kg級 優勝＆MVP
- 2011年全日本パワーリフティング選手権大会105kg級 6位
- 2012年全日本パワーリフティング選手権大会120kg級 優勝[1]
- 2013年全日本パワーリフティング選手権大会120kg級 優勝

公式記録：
スクワット320kg
ベンチプレス270kg
デッドリフト290kg
トータル880kg